# Криптококоз
Криптококоз або торулоз (англ. cryptococcosis, torulosis; також «європейська молочниця») — тяжке і потенційно летальне інфекційне захворювання, яке спричинюють паразитичні гриби комплексу Cryptococcus neoformans (зокрема, Cryptococcus neoformans і Cryptococcus gattii). Ймовірно передається за допомогою базидіоспор повітряно-крапельним механізмом, хоча усі механізми передачі цієї хвороби ще не встановлені достеменно.
Інфекція інкапсульованими грибками Cryptococcus neoformans може призвести до безсимптомної колонізації дихальних шляхів. Проте це також може призвести до менінгіту, який є найбільш поширеною клінічною формою криптококозу та виникає у 70–90 % випадків цього захворювання, або генералізованої форми, особливо в осіб із порушеним клітинним імунітетом. Криптококоз є основною небезпечною для життя грибковою інфекцією у пацієнтів з тяжкою ВІЛ-інфекцією, а також може ускладнити трансплантацію органів, ретикулоендотеліальну злоякісну пухлину, хвороби, які лікуються кортикостероїдами, або саркоїдоз. У пацієнтів зі СНІДом криптококоз є причиною 15 % смертей цієї категорії хворих.

## Історія досліджень
У 1894 році патологоанатом Буссе вперше описав збудника в статті, яку він представив Грайфсвальдському медичному товариству. Буссе виділив його з великогомілкової кістки 31-річної жінки, відзначив стійкість до гідроксиду натрію і того ж року опублікував звіт про випадок. Наступного року хірург на ім'я Бушке повідомив про той самий ізолят від того самого пацієнта, таким чином встановивши ранній епонім хвороби Буссе—Бушке. Цей єдиний випадок послужив для ідентифікації нових дріжджів і доказу їхнього патогенного потенціалу.
З перших повідомлень дослідники визначили різноманітний спектр реакцій організму на криптококову інфекцію. Вони варіюються від нешкідливої колонізації дихальних шляхів і безсимптомної інфекції у лаборантів (що призводить лише до позитивного результату шкірного тесту) до менінгіту чи генералізованого захворювання. Хоча вірулентність у тварин і, можливо, у людей різна для різних штамів криптококів, вона, ймовірно, відіграє відносно невелику роль у розвитку інфекції. Вирішальним фактором є імунний статус.

## Етіологія
Криптококоз спричинюють дріжджеподібні гриби роду Cryptococcus, який включає в себе більше 50 видів, з яких тільки С. neoformans вважається патогенним для людини. Добре росте на більшості поживних середовищ, в широкому температурному діапазоні від −20 °С до +37 °С. Збудник має значну стійкість до факторів зовнішнього середовища, зберігається в ґрунті тривалий час.
Раніше C. neoformans визначався як такий, що має два різновиди — var. neoformans і var. gattii. Однак на основі з'ясування геномних послідовностей C. neoformans і C. gattii тепер вважаються двома різними видами. Ці два види мають 5 серотипів на основі антигенної специфічності капсульного полісахариду; вони включають серотипи A, D і AD (C. neoformans) і серотипи B і C (C. gattii). У Європі та Північній Америці поширений С. neoformans, а в тропічній та субтропічній зонах — С. gatti. Обидва види патогенні для людини. У хворих на ВІЛ-інфекцію переважає С. neoformans (навіть в тропічних районах, де раніше був поширений тільки С. gatti, тепер у ВІЛ-інфікованих зустрічається переважно С. neoformans).
Дріжджова фаза С. neoformans має сферичну, округлу або овальну форму, середній розмір клітин від 8 мкм до 40 мкм, причому у одного і того ж пацієнта можуть виділятися як дрібні, так і великі клітини. Збудник розмножується брунькуванням. Товста стінка грибка оточена світлопреломлюючою мукополісахаридною капсулою, розміри якої варіюють від практично невизначуваної, до товщини, рівної двом діаметрам самої грибкової клітини. Описано явище філаментації С. neoformans у зрізах тканин мозку і легенів. У культурі можливе утворення міцелію та псевдоміцелію. Досконалі форми мають гіфи, на яких утворюється велика кількість бічних і кінцевих базидій, з яких формуються гаплоїдні базидіоспори.
Формою, яка найбільш часто зустрічається в тканинах є кругла, інкапсульована клітина. Хоча збудник криптококкозу має здатність заражати всі тканини організму, але в основному розмноження відбувається в ЦНС. Існує декілька припущень, які пояснюють нейротропізм цього паразита. Вважається, що в сироватці крові людини міститься антікриптококковий (за іншими джерелами більш універсальний — фунгістатичний) фактор, який відсутній в спинномозковій рідині. Зростанню збудника також сприяє наявність у високій концентрації тіаміну, глютамінової кислоти, вуглеводнів, у надлишку присутніх у спинномозковій рідині. У ЦНС відсутні клітинні фактори імунітету, які грають провідну роль в обмеженні зростання грибкової флори. Проте основним фактором патогенності криптококків є полісахаридна капсула, яка сприяє їх укоріненню, розмноженню і генералізації в інфікованому організмі. Крім капсульних антигенів у збудника є соматичні антигени, які мають властивості ендотоксину грамнегативних бактерій. Слід зазначити, що всі антигени криптококків, незважаючи на виражену патогенну дію, мають низьку імуногенність.
Комплекс видів C. neoformans/gattii експресує кілька факторів вірулентності, що забезпечує інвазію та виживання. Дріжджові клітини оточені грибковою капсулою різної товщини, яка переважно складається з полісахариду глюкуроноксиломаннану. Він відіграє ключову роль в імунній модуляції шляхом пригнічення фагоцитозу, фагосомного підкислення, презентації антигену, проліферації Т-лімфоцитів і гуморальної відповіді, індукції апоптозу макрофагів і індукції імунотолерантного стану. Розмір капсули визначає ранній контроль макрофагами інфекції та подальшу внутрішньоклітинну проліферацію. Продукція меланіну, що регулюється геном лаккази, захищає від фагоцитозу радикалами, отриманими з азоту та кисню. C. neoformans також виробляє безліч інших факторів вірулентності для сприяння системному поширенню, особливо поширенню в ЦНС, включаючи уреазу, гіалуронову кислоту, металопротеазу та фосфоліпазу B1.
Під час інфікування in vivo спостерігаються різкі зміни морфології клітин криптококів, що призводить до утворення «клітин-титанів», які в 5-10 разів більші за типові дріжджові клітини криптококів, з потовщеною клітинною стінкою та мають ущільнену капсулу та утворюють приблизно від 5% до 20% грибкових клітин в інфікованих легенях мишей. Утворення «клітин-титанів» порушує фагоцитоз і спотворює запальну відповідь на відповідь Th2-типу, сприяючи виникненню початкової легеневої інфекції, адаптації до стресу, дисемінації та смертності.
При інгаляційному шляху зараження взаємодія криптококів з легеневим епітелієм в основному включає адгезію, опосередковану глюкуроноксиломаннаном, фосфоліпазою B1 і манопротеїном MP84. Використовуючи 2-вимірний органоїд легенів людини, отриманий із стовбурових клітин ембріона людини,було продемонстровано, що C. neoformans H99 здатен вторгатися в мінілегеневу тканину та змінювати експресію поверхнево-активних речовин. Крім того, легеневий епітелій реагує на криптококову адгезію продукуванням прозапального інтерлейкіну 6 (IL-6), IL-8 та CXCL1, а також цитокіну, який індукує Th2, IL-33.
Будучи переважаючими резидентними фагоцитуючими клітинами в легенях, альвеолярні макрофаги відіграють важливу роль в імунній відповіді людини на криптококову інвазію, включаючи опосередкований рецепторами фагоцитоз, секрецію хемокінів і цитокінів і презентацію антигену, а також служать резервуаром для латенції. Здатність макрофагів стримувати криптококову інвазію залежить від поляризації та статусу активації макрофагів, на які впливає мікрооточення цитокінів. Інтерферон γ (IFN-γ), фактор некрозу пухлини α (TNF-α) і передача сигналів GM-CSF стимулюють поляризацію M1, яка є важливою для фунгіцидної активності макрофагів. Тим не менш, стимуляція IL-4 диференціально індукує поляризацію М2, що пов’язано з дефіцитом антикриптококової активності та прогресуванням захворювання. Концептуально, лікування, яке погіршує поляризацію M1, наприклад антагоністи TNF-α або інгібітори JAK/STAT (кіназа Януса/перетворювач сигналу та активатор транскрипції), які погіршують передачу сигналів IFN-γ, пов’язані з підвищеним ризиком криптококозу серед осіб, які часто схильні до інфекції через основне захворювання або супутній прийом імунодепресантів.
Відповіді Т-клітин на криптококову інфекцію стимулюються активованими дендритними клітинами, які реагують на молекулярні структури, асоційовані з грибковими патогенами, такими як β-глюкан, хітин і глюкуроноксиломаннан. Активовані Т-клітини CD4+ секретують IL-12 та IL-23 для активації клітин Т-хелперів 1 (Th1), які, у свою чергу, виробляють інтерферон-γ для «суперактивації» макрофагів задля посилення інтрафагоцитарного знищення. Проте було продемонстровано масове накопичення патологічних криптококових антиген-специфічних клітин Th2 у легенях після інфікування in vivo, яке координувалося легеневими звичайними дендритними клітинами CD11b+ та індукувалося розщепленням хітину хітотріозидазою хазяїна.

## Епідеміологічні особливості
Гриби роду Cryptococcus убіквітарні, вони постійно виявляються в зовнішньому середовищі. Варіант neoformans зустрічається переважно в Північній Америці, Європі і Японії. Варіант gatti поширений в Австралії, В'єтнамі, Таїланді, Камбоджі, Непалі, Центральній Америці. Гриби були виділені з молока, масла, різних овочів і фруктів, з повітря приміщень. Вважається, що основним джерелом інфікування людей є старий послід голубів пташині гнізда і рясно забруднений їхнім послідом ґрунт. C. gattii не асоціюється з птахами, але росте в підстилці навколо певних видів евкаліптів. Епідеміологічне дослідження показало, що C. neoformans також має прихильність до видів евкаліпта, подібних до C. gattii.
Зараження відбувається аерогенним шляхом вдихання дрібних дріжджових клітин з частинками пилу, але за певних умов можливе зараження і через пошкоджену шкіру, слизові оболонки, аліментарним шляхом. Внутрішньоутробна передача, а також передача від людини людині не описані. Враховуючи повсюдне поширення криптококку, прийнято вважати, що інфікуванню піддаються практично всі люди, але ризик розвитку маніфестних клінічних форм дуже малий. Групами ризику розвитку клінічно виражених форм хвороби є особи з різними імунодефіцитними станами.

## Патогенез
Більшість випадків зараження відбуваються в ранньому віці. Вхідними воротами інфекції є респіраторний тракт. Аерозоль, який містить збудника (пил, відокремлюване зі слизових хворого або носія), потрапивши в респіраторний тракт, призводить до формування в легенях первинного вогнища, який у імуносупресивних осіб може з'явитися джерелом подальшої гематогенної дисемінації в органи і тканини. Вважається, що інфікуючими є дрібні, бескапсульні, дріжджоподібні клітини діаметром менше 2 мкм, здатні зі струмом повітря досягти альвеол. Передбачається, що базидіоспори внаслідок їхнього малого розміру також можуть вважатися патогенними. В організм людини криптококки можуть потрапити також через пошкоджену шкіру та слизові оболонки. У іммунокомпетентних осіб хвороба перебігає локально і спонтанно закінчується санацією організму. Фактором, який сприяє розвитку криптококозу, є вроджений або набутий імунодефіцит, в основному його клітинної ланки. У осіб зі збереженим імунним статусом криптокок, потрапивши в легені, персистує там місяцями або роками і лише при змінених умовах (імуносупресія) починає розмножуватися і дисеміновувати в організмі, уражаючи різні тканини та органи. Обґрунтуванням цього є висока ураженість криптококозом хворих на СНІД.
Вважається, що проникнення криптококів у ЦНС відбувається через один або комбінацію трьох механізмів: парацитоз за допомогою грибкових металопротеаз, трансцитоз через зв’язування між гіалуроновою кислотою та CD44 на ендотелії та механізм «троянського коня» шляхом захоплення фагоцитів хазяїна подолати гематоенцефалічний бар'єр.

## Клінічні прояви
Симптоми криптококкозу визначаються станом імунної системи інфікованого. Серед маніфестних форм розрізняють хронічний перебіг інфекції у практично здорових осіб (хронічний рецидивуючий менінгоенцефаліт) і гострий, часто блискавичний перебіг в осіб з різними дефектами імунної системи.
Перебіг хвороби в імунокомпетентних осіб, як правило, стертий, симптоми криптококкозу неспецифічні — головний біль, спочатку періодичний, а потім постійний, запаморочення, нудота, блювання, дратівливість, стомлюваність, зниження пам'яті, психічні розлади. У результаті підвищення внутрішньочерепного тиску виявляються застійний диск зорового нерва, симптоми менингізму. За рахунок ураження черепних нервів можуть знизитися гострота зору, з'явитися диплопія, нейроретініт, ністагм, анізокорія, атрофія зорового нерва, параліч лицевого нерва. Температура може бути дещо підвищена, але іноді відзначається стійкий субфебрилітет; бувають нічна пітливість, біль у грудній клітці. У здорових осіб іноді можливі прояви з боку дихального тракту — невеликий кашель, зрідка з мокротою. У багатьох випадках захворювання самоелімінується, виявляючись в основному при профілактичному рентгенологічному дослідженні у вигляді залишкових явищ у легенях. У осіб без імунодефіциту можливе ураження шкіряного покрову при їхньому пошкодженні. Загалом криптококова інфекція у осіб з нормальним імунним статусом перебігає доброякісно, закінчується одужанням і залишає після себе резидуальні зміни, особливо після менінгоенцефаліту.
Найчастіше криптококовий менінгіт починається гостро з гарячкою і швидкими наростаючими ознаками дисфункції мозку: апатія, атаксія, порушення свідомості, сомноленція, кома. Процес швидко приймає генералізований характер. Підвищений внутрішньочерепний тиск реєструють у 80 % випадків криптококового менінгіту. Про підвищений тиск свідчать такі симптоми:
- головний біль;
- нудота з блюванням або без;
- порушення зору або слуху;
- порушення психічного статусу;
- інші прояви вогнищевих уражень мозку.

У пацієнта швидко наростають явища ацидозу з швидко прогресуючим дисбалансом перфузійно-вентиляційних показників, що пов'язано з вторинним залученням у процес інтерстицію легень.
Іноді первинне воннище ушкодження локалізоване в легенях, в цьому випадку процес починається з появи тупого, ниючого болю у грудній клітці, кашлю з мокротинням і прожилками крові. Враховуючи, що процес охоплює інтерстицій легеневої тканини, на перший план виступає швидко наростаюча дихальна недостатність (тахіпное, задуха, швидко наростаючий акроціаноз). На рентгенограмах при легеневому криптококозі виявляють ізольовані паренхіматозні інфільтрати, дуже характерна поява ізольованих інфільтратів у вигляді «монет», добре окреслених у середніх або нижніх частках легені (2-7 см у діаметрі). Але можуть зустрічатися і великі, нечіткі інфільтрати, які часто нагадують злоякісне ураження легень. Казеозні порожнини вкрай рідкісні і не характерні, але іноді зустрічаються дрібновогнищеві поширені ураження легень, які нагадують міліарний туберкульоз. Разом з тим для криптококкозу не характерна кальцифікація, а також відсутній фіброз.
У хворих на генералізовану форму може бути уражена шкіра обличчя, шиї, тулуба, кінцівок у вигляді невеликих папул, пустул, виразково-вегетуючих вогнищ або виразкових дефектів, схожих з базаліомою шкіри. Лімфатичні вузли не збільшені. При дисемінованих ураженнях можливий занос криптококків у кістки черепу, ребра, великі трубчасті кістки. У місці ураження виявляється набряк і болючість, можуть з'являтися так звані холодні абсцеси, як і при туберкульозі кісток. При рентгенівському дослідженні, як правило, візуалізуються деструктивні зміни. При дисемінованому криптококозі можливе ураження надниркових залоз, міокарда, печінки, нирок, простати.
Перебіг криптококозу у хворих на ВІЛ-інфекцію відрізняється своєрідністю. На долю криптококкозу ЦНС припадає від 60 % до 90 % всіх випадків криптококкозу при ВІЛ-інфекції. Ураження ЦНС розгортається у хворих на ВІЛ-інфекцію на стадії СНІДу на тлі генералізованої форми криптококкозу. Температурна реакція рідко перевищує 39 °С, основний симптом — виражений, виснажливий головний біль. Швидко приєднуються інші симптоми: нудота, блювання, судоми, гіперестезії (світлові, слухові, тактильні). Ознаки менінгіту можуть бути присутніми, а можуть і не виявлятися.
При криптококозі ЦНС процес охоплює менінгеальні оболони, субарахноїдальний простір, периваскулярні ділянки, що характерно для менінгоенцефаліту. Відмінною рисою криптококового менінгоенцефаліту є характерна картина спинномозкової рідини: він слабо каламутний, може мати кремове забарвлення і не має гнійного характеру, за наявності в ньому великої кількості криптококків може набувати желеподібного характеру. У результаті всіх цих змін у спинномозковій рідині, порушується відтік його зі шлуночків в субарахноїдальному просторі з розвитком оклюзійної гідроцефалії і епендиматиту. Локалізоване ураження ЦНС може мати вигляд добре обмеженої гранульоми, що нагадує гуму.
Криптококоз легень у хворих на ВІЛ-інфекцію перебігає зі зниженням маси тіла, гарячкою, кашлем, іноді з відділенням мокротиння, диспное, появою болю в грудній клітці, обумовленого залученням плеври. Рентгенологічно виявляються як одиночні, так і дифузні інтерстиціальні інфільтрати з ураженням коренів легень й іноді наявністю плеврального випоту. У разі дисемінованого криптококкозу легень розвивається гостра інтерстиціальна пневмонія зі скупченням криптококків в альвеолярному інтерстиції.
Ураження шкіри криптококком у хворих на ВІЛ-інфекцію представлені пігментованими папулами, пустулами, вузликами, виразково-некротичними вогнищами. Ураження шкіри мають як локальний, так і дифузний характер. Елементи іноді нагадують акне як варіант піодермії, контагіозний молюск або базаліому. 
У пацієнтів з ВІЛ-інфекцією часто уражаються нирки, причому процес перебігає безсимптомно, але може йти за типом пієлонефриту з медулярним некрозом нирок. Причому після первинного лікування вогнищем персистуючої інфекції може стати передміхурова залоза.
Дослідження з Австралії, Папуа Нової Гвінеї, Британської Колумбії, Канади і США повідомляють про летальність від криптококозу, спричиненому C. gattii від 13% до 33%. Характеристики пацієнтів, лікування та тривалість спостереження, ймовірно, сприяють відмінностям у показниках летальності в різних регіонах.

## Диференційна діагностика
Симптоми криптококкозу настільки неспцифічні, що диференційний діагноз доводиться проводити залежно від локалізації ураження, і необхідно пам'ятати, що це захворювання може всього лише відображати імуносупресивний стан, обумовлений основним захворюванням або несприятливими факторами, які приводять до імуносупресії, або ж воно може виступати як маркерне при ВІЛ-інфекції. Криптококовий менінгіт диференціюють з туберкульозним менінгітом, вірусним менінгоенцефалітом, метастатичними процесом, менінгітами різної мікотичної природи, бактеріальні менінгіти. Легеневі ураження змушують виключати пухлину легенів, метастази злоякісних новоутворень, туберкульоз, саркому. Шкірні ураження при криптококозі через їх непатогномонічність вимагають виключення сифілісу, туберкульозу шкіри, базальноклітинного раку шкіри. Ураження кісток слід відрізняти від остеомієліту, періоститу бактеріальної або туберкульозної природи.

## Діагностика
Клініцисти повинні бути пильними щодо ризику криптококозу у пацієнтів, які отримують біологічні препарати, які впливають на шляхи активації Th1/макрофагів, такі як антагоністи фактора некрозу пухлини α, інгібітори тирозинкінази,  інгібітори JAK/STAT (кіназа Януса/перетворювач сигналу та активатор транскрипції) і моноклональне антитіло проти CD52. 
Діагностика заснована на комплексі клініко-лабораторних даних. У хворих на ВІЛ-інфекцію за розвитку у них менінгоенцефаліту та менінгіту завжди показано обстеження на криптококоз, тому що саме його збудник є однією з провідних причин ураження ЦНС у цієї категорії хворих. Визначення доведеного чи ймовірного криптококозу відповідає консенсусним визначенням EORTC/MSGERC 2020 року (Європейська організація з дослідження та лікування раку/мікозів, освітньо-дослідний консорціум). Криптококоз вважається «поширеним», якщо була фунгемія або ураження включає принаймні 2 несуміжні ділянки.
До лабораторних методів діагностики належить мікроскопічне дослідження забарвлених тушшю препаратів, спинномозкової рідини, мокротиння, гною, іншого біологічного секрету і тканин організму. Можливе виявлення антигену С. neoformans за допомогою реакції латекс-аглютинації в цих же біологічних середовищах.
Діагноз ставиться при виявленні під оптичним мікроскопом дріжджових клітин, які брунькуються, оточених прозорою капсулою при фарбуванні тушшю. У спинномозковій рідині, сечі та тканинах патогенні штами C. neoformans ростуть у вигляді кругло-овальних дріжджів, оточених полісахаридною капсулою, яка складається з манози, ксилози та глюкуронової кислоти. Дріжджі можуть бути одиночними або можуть мати одну брунькувальну дочірню клітину. Розмір клітини коливається в широких межах від 3,5-8 мкм у діаметрі. Рідко формуються псевдогіфи. Індійські чорнила, які окреслюють організми за допомогою негативного контрасту, допомагають ідентифікувати дріжджові клітини в рідинах або зразках мацерованих тканин. У фіксованій тканині капсула C. neoformans також може бути забарвлена муцикарміном, який переважно фарбує мукополісахариди. Зрізи тканин можна пофарбувати фарбою Фонтана-Массона для виявлення попередників меланіну в дріжджовій клітинній стінці. Наявність меланіну або попередників меланіну корисна для диференціації C. neoformans від інших дріжджових грибів.
Діагноз може бути підтверджений отриманням чистої культури та ідентифікацією збудника, оскільки C. neoformans легко виділяється з крові хворих на СНІД. Культивування криптококів у чистій культурі може бути доцільним, навіть якщо у спинномозковій рідині значних змін немає. У пацієнтів навіть невеликі зміни ліквору можуть в динаміці зберігатися, що вказує на активність захворювання.
Навіть при генералізованому (дисемінованому) захворюванні показники клінічного аналізу крові (як от кількість лейкоцитів, швидкість осідання еритроцитів тощо) можуть дати нормальні результати.
Усім пацієнтам з ознаками криптококозу необхідно провести люмбальну пункцію, щоб переконатися у відсутності ураження ЦНС. Обстеження спинномозкової рідини має важливе значення для діагностики захворювань центральної нервової системи. Тиск спинномозкової рідини слід вимірювати при проведенні кожної люмбальної пункції. Підвищений тиск ≥250 мм водного стовпа віщує поганий прогноз. Такий тиск потребує дренування рідини, щоб знизити його до 200 мм або нижче. Перед взяттям спинномозкової рідини слід виконати КТ або МРТ, щоб виключити можливість утворень, які можуть призвести до формування грижі.
Концентрація глюкози в спинномозковій рідині зазвичай знижена, тоді як концентрація білка — зазвичай підвищена. Кількість лейкоцитів у спинномозковій рідині становить 20 в 1 мкл або вище (в нормі має бути менше 10), з переважанням лімфоцитів. Іноді рідина може бути нормальною, наприклад, у хворих на СНІД, у яких адекватна запальна відповідь не виникає, або в осіб з початковими явищами криптококозу. Однак у цих пацієнтів часто позитивні результати мікроскопічного обстеження ліквору за допомогою індійської фарби та тестування на криптококовий антиген у лікворі.

## Лікування

### Загальні принципи
До груп пацієнтів за лікувальною тактикою належать:
- легеневий криптококоз у імунокомпетентних осіб,
- легеневий криптококоз у імуносупресованих осіб,
- криптококкоз ЦНС
- дисемінований нелегеневий криптококкоз поза ЦНС.

Незважаючи на те, що легеневий криптококоз минає без специфічної терапії у більшості імунокомпетентних осіб, пацієнти, які належать до решти трьох категорій, потребують обов'язкової протигрибкової терапії.
У пацієнтів, які одночасно інфіковані ВІЛ, терапевтична мета може відрізнятися від такої у пацієнтів із криптококозом, не ускладненим ВІЛ-інфекцією. Для криптококозу у пацієнтів із супутньою ВІЛ-інфекцією, які мають кількість CD4 менше 200 клітин у 1 мкл, терапевтичною метою є контроль над гострими проявами з подальшим довічним придушенням C. neoformans. Для пацієнтів, інфікованих ВІЛ, які успішно пройшли початковий курс терапії, не мають симптомів криптококозу та відновлена кількість CD4 до понад 200 клітин в 1 мкл протягом більше ніж 6 місяців, припускають, що призначену їм супресивну терапію можна припинити. Однак, якщо кількість CD4 у пацієнта падає нижче 200 клітин в 1 мкл, супресивну терапію слід відновити.
Для пацієнтів із криптококозом, не ускладненим ВІЛ-інфекцією, терапевтичною метою є досягнення стійкої елімінації криптококів, щоб не було необхідності в хронічній супресивній терапії. Початкову терапію слід вважати успішною лише після того, як культура у спинномозковій рідині дасть негативний результат на криптококові мікроорганізми і пацієнт відчув значне клінічне покращення. Наприкінці лікування більшість пацієнтів мають нормальну кількість глюкози та клітин у лікворі, але зміни
білка можуть тривати роками. Таким чином, підвищений білок ліквору як єдиний показник, який не нормалізувався, не повинен вимагати продовження терапії. У деяких пацієнтів під час активної протигрибкової терапії позитивні посіви ліквору можуть зберігатися або рецидивувати. Це вимагає продовження терапії до тих пір, поки посів ліквору не буде негативним. Передміхурова залоза може являти собою секвестроване вогнище криптококової інфекції у чоловіків з рецидивуючим захворюванням. Флуконазол добре проникає в тканини передміхурової залози і може бути корисним для ліквідації простатичного вогнища інфекції.

### Медикаментозна терапія

#### Загальна тактика
Початковою терапією має бути амфотерицин В (0,7-1 мг/кг/добу) окремо або в комбінації з флуцитозином (100 мг/кг/добу в 4 прийоми). Амфотерицин В можна застосовувати окремо протягом 6-10 тижнів або в поєднанні з флуцитозином протягом 2 тижнів, а потім флуконазолом протягом мінімум 10 тижнів. Не слід використовуватм кетоконазол або ітраконазол у початковій терапії дисемінованого процесу або криптококового ураження ЦНС. Ці азоли не долають гематоенцефалічний бар'єр належним чином, і початок їхньої дії повільніше, ніж у амфотерицину В.
Доступні на даний момент ехінокандини не є активними проти видів Cryptococcus і не повинні використовуватися.
Показано, що сертралін має фунгіцидну активність in vitro проти Cryptococcus neoformans, синергічну до флуконазолу. Сертралін також був ефективним у моделях інфікованих мишей in vivo. Інгібуючий ефект сертраліну був потужним у мозку інфікованих криптококом мишей з подібною ефективністю до флуконазолу. Однак сертралін не знижував смертності й не повинен використовуватися у пацієнтів із криптококовим менінгітом на тлі ВІЛ-інфекції.

#### Лікувальна тактика, рекомендована ВООЗ при криптококовому менінгіті
Згідно з настановою ВООЗ лікування криптококового менінгіту має три етапи: індукційна, консолідувальна і підтримувальна терапія.
Індукційна терапія триває 2 тижні. Вона полягає у використанні амфоцерицину В дезоксихолату (1 мг/кг/добу) внутрішньовенно разом із флуцитозином (100 мг/кг/добу, розподілених на 4 прийоми) впродовж 1-го тижня та флуконазолу (1200 мг/добу дорослим, 12 мг/кг/добу дітям та підліткам) упродовж 2-го тижня лікування. Пропонована схема терапії є варіантом вибору натепер. Альтернативні варіанти:
- флуконазол 1200 мг/добу + флуцитозин 100 мг/кг/добу, розділені на 4 прийоми впродовж 2 тижнів;
- амфотерицин B дезоксихолат (1 мг/кг/добу) + флуконазол (1200 мг/добу для дорослих, 12 мг/кг/добу для дітей і підлітків) упродовж 2 тижнів. Відзначено, що для дітей і підлітків доза флуконазолу за добу не може перевищити 800 мг.

Не рекомендуються кортикостероїди у дорослих, дітей та підлітків із криптококовим менінгітом під час цієї фази лікування. По проведенню успішної індукційної терапії, висновком чого є значне клінічне покращення, негативний результат культурального дослідження спинномозкової рідини переходять до етапу консолідувальної терапії.
Консолідувальна терапія здійснюється протягом 8 тижнів. Застосувують флуконазол в дозі 800 мг/добу дорослим та 6–12 мг/кг/добу дітям і підліткам. Загалом тривалість індукційної та консолідувальної терапії разом триває 10 тижнів.
Етап підтримувальної терапії включає пероральне застосування флуконазолу по 200 мг/добу. Мінімальна тривалість становить 1 рік. Флуконазол є ефективнішим препаратом вторинної профілактики криптококового менінгіту, ніж амфотерицин В чи ітраконазол. Показаннями припинення вторинної профілактики криптококового менінгіту є:
- у країнах, де можливий моніторинг рівня вірусного навантаження ВІЛ: якщо здійснено підтримувальну терапію флуконазолом упродовж 1 року, при цьому рівень вірусного навантаження ВІЛ невизначальний, кількість CD4-лімфоцитів >100 клітин в 1 мкл та хворий має високу прихильність до високоактивної антиретровірусної терапії;
- у країнах, де недоступний моніторинг рівня вірусного навантаження ВІЛ: якщо здійснено підтримувальну терапію флуконазолом упродовж одного року, кількість CD4-лімфоцитів >200 клітин в 1 мкл та хворий має високу прихильність до високоактивної антиретровірусної терапії.

Вторинну профілактику необхідно відновити, коли кількість CD4-лімфоцитів зменшиться до <100 клітин в 1 мкл (для дорослих, підлітків та дітей старше 5 років, які живуть з ВІЛ) та ≤25 %, або ≤750 клітин в 1 мкл (для дітей 2–5 років).
Для зменшення високого внутрішньочерепного тиску проводиться люмбальна пункція. Частота її проведення обумовлена повторами проявів підвищеного внутрішньочерепного тиску. Метою є зменшення тиску <20 мм водного стовпа або вдвічі від вихідного значення, якщо тиск є занадто високим. За потреби у щоденному зменшенні тиску необхідно визначити доцільність встановлення люмбального дренажу чи вентрикулоперитонеальних шунтів.
Загалом об'єм спинномозкової рідини, отриманої під час лікувальної люмбальної пункції, становить десь 20–25 мл. Для зниження внутрішньочерепного тиску у пацієнтів із криптококовим менінгітом не варто використовувати такі препарати, як от маніт, ацетазоламід чи фуросемід, оскільки вони в такій ситуації є неефективними.

#### Тактика при легеневому криптококозі у імунокомпетентних осіб
Більшість із пацієнтів з легеневим криптококозом не мають супутньої імуносупресії чи імунодефіциту, тому протигрибкова терапія їм загалом не потрібна. Слід спостерігати за пацієнтом. Якщо параметри ліквору в нормі; результати посіву його, з використанням забарвлення індійською фарбою та серологічні дослідження негативні; результати посіву сечі негативні; легеневе ураження невелике, стабільне або зменшується; і у пацієнта немає умов до дисемінації захворювання, то приймається обґрунтоване рішення про невикористання протигрибкових препаратів.

#### Лікування пацієнтів з екстраневральними нелегеневими ураженнями при криптококозі
Пацієнтів, які мають ураження шкіри, кісток або інших органів, та не хворіють на СНІД, слід лікувати амфотерицином B плюс флуцитозином або амфотерицином B окремо. Хірургічне лікування в більшості таких випадків непотрібне.

#### Лікування хворих із криптококомою
Криптококома — це ураження паренхіми головного мозку, спричинене криптококами, частіше відбувається при ураженні C. gattii, ніж C. neoformans. Пацієнти з криптококкомою можуть мати поодинокі або множинні ураження і зазвичай є імунокомпетентними. Терапія така ж, як і при криптококовому менінгіті. Під час ранньої терапії ураження можуть фактично збільшуватися або з'являтися нові ураження в результаті запальної реакції, пов'язаної з лікуванням. У більшості випадків збільшення ураження не свідчить про неефективність терапії; вогнища зазвичай зменшуються з часом при продовженні лікування. Хірургічна резекція уражень як правило непотрібна, але це залежить від розташування уражень і наявних неврологічних проявів. Після індукційної терапії може знадобитися тривале лікування флуконазолом 400 мг на добу або більше протягом 1-2 років. Пацієнтів слід проводити МРТ або КТ головного мозку в динаміці, щоб переконатися, що ураження зменшуються.

#### Лікування хворих з криптококозом і ВІЛ-інфекцією
Хворі на СНІД і криптококовий менінгіт складають більше 80 % хворих на криптококоз. Зараз багато науковців рекомендують початковий курс агресивного лікування. Спочатку призначають амфотерицин В у дозі 0,7-1 мг/кг/добу протягом 2 тижнів із або без 2 тижнів флуцитозину в дозі 100 мг/кг/добу в 4 прийоми, потім флуконазол у дозі 400 мг/добу протягом мінімум 8 прийомів 10 тижнів. Додавання флуцитозину до амфотерицину В призводить до швидшого виведення життєздатних грибків із спинномозкової рідини, ніж це спостерігається при застосуванні одного амфотерицину В або амфотерицину В разом із флуконазолом. Однак пацієнтів можна успішно лікувати без додавання флуцитозину, який має потенційну токсичнисть. Його токсичний потенціал зростає у пацієнтів із порушенням функції нирок будь-якої причини. Додавання дексаметазону не зменшувало смертності, асоціювалося з більшою кількістю несприятливих подій та інвалідності та призводило до повільнішого виведення Cryptococcus із спинномозкової рідини. Ізавуконазол виявив хорошу ефективність в лікуванні різних форм ураження C. neoformans та C. gattii. Він має протигрибкову активність і відіграє роль при лікуванні криптококозу ЦНС.
Негайний початок ВААРТ під час лікування пацієнтів із криптококовим менінгітом на тлі ВІЛ-інфекції призводить до високого рівня летальності. Через це ВААРТ має розпочатися не раніше ніж через 4–6 тижні від перших доз протигрибкового лікування.

## Профілактика
Як вторинну профілактику науковці рекомендують флуконазол. Профілактика рецидивів систематично проводиться у ВІЛ-інфікованих пацієнтів, доки не буде досягнуто повного стабільного відновлення імунітету за допомогою антиретровірусної терапії. Людям зі зрушеннями імунітету слід уникати місць, засмічених послідом птахів.